# Park Narodowy „Nieczkinskij”
Park Narodowy „Nieczkinskij” (ros. Национальный парк «Нечкинский») – park narodowy w południowo-wschodniej części Republiki Udmurckiej w Rosji. Jego obszar wynosi 207,52 km². Park został utworzony dekretem rządu Federacji Rosyjskiej z dnia 16 października 1997 roku. Zarząd parku znajduje się w miejscowości Nowyj.

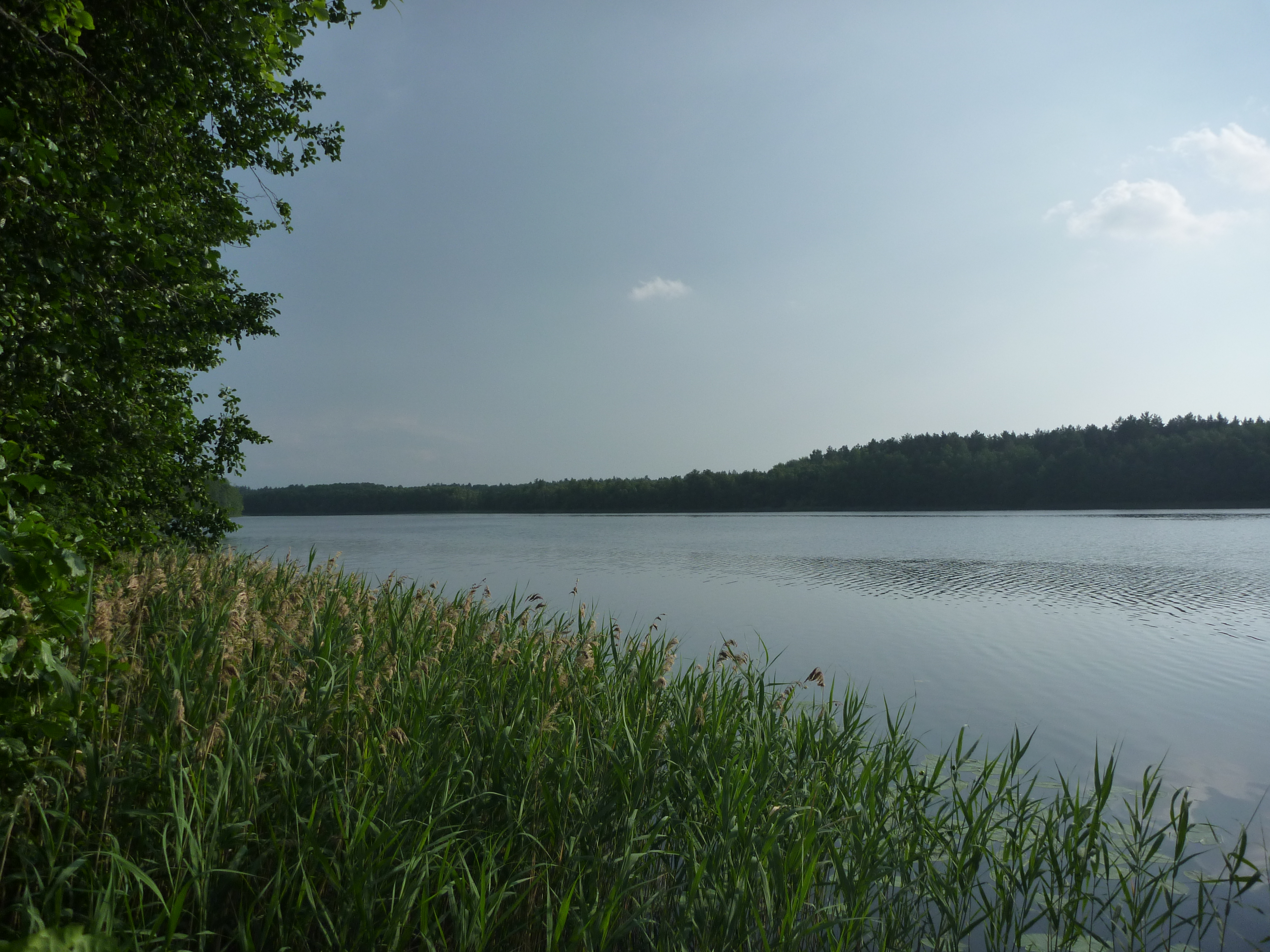
Zabornoje – jedno z jezior w parku

## Opis
Głównym celem powstania parku było zachowanie unikalnych kompleksów przyrodniczych w dorzeczu Kamy. Park znajduje się w środkowym biegu tej rzeki, w pobliżu brzegów Zbiornika Wotkińskiego. Jest to równina, głęboko i gęsto poprzecinana wąwozami i dolinami małych rzek. Znajdują się tu lasy z unikalnymi gatunkami roślin, wiele dziewiczych jezior i bagien.
W parku występują przeważnie lasy świerkowe. Świerkowi syberyjskiemu towarzyszy sosna zwyczajna, brzoza brodawkowata, lipa i jodła syberyjska. W lasach liściastych dominuje dąb. Torfowiska występują w nielicznych lasach sosnowych.
Florę parku reprezentuje 712 gatunków roślin naczyniowych. Spośród nich 140 gatunków jest rzadkich, a 66 wymaga ochrony. Kręgowce reprezentowane są przez 291 gatunków, z czego 50 to ssaki, 191 ptaki, 5 gady, 8 płazy, 37 ryby.
Nad brzegami Kamy występują m.in.: ropucha szara, żaba trawna, traszka grzebieniasta i traszka zwyczajna. Można spotkać zaskrońca zwyczajnego i żmiję zygzakowatą.
Żyją tu też m.in.: puchacz zwyczajny, kulik wielki, bielik, rybołów, bocian czarny, bóbr europejski, wiewiórka pospolita, łoś euroazjatycki, ryś pospolity, niedźwiedź brunatny, borowiec wielki, karlik większy, jeż zachodni, dzik euroazjatycki, tchórz zwyczajny, kuna leśna, zając bielak i burunduk syberyjski.